# Audouville-la-Hubert
Audouville-la-Hubert är en kommun i departementet Manche i regionen Normandie i norra Frankrike. Kommunen ligger i kantonen Sainte-Mère-Église som tillhör arrondissementet Cherbourg. År 2022 hade Audouville-la-Hubert 76 invånare.

## Befolkningsutveckling
Antalet invånare i kommunen Audouville-la-Hubert
| Referens: INSEE |